# Spinet
Een spinet is een toetsinstrument (een snaarinstrument), dat behoort tot de klavecimbels. Het is, evenals het virginaal een eenvoudige en vroege vorm van het klavecimbel en wordt ook op dezelfde wijze bespeeld als een klavecimbel, maar het onderscheidt zich door de plaatsing van de snaren:. De snaren liggen niet in het verlengde van de toetsen, maar maken er een hoek mee. Hetzelfde geldt ook voor het virginaal, waarbij de snaren rechtop staan. Bij een spinet liggen de snaren wel in het platte vlak, maar is de vorm van het instrument opvallend: meestal driehoekig of vleugelvormig. Waar het gewone klavecimbel verschillende registers heeft, heeft het kleinere spinet er meestal slechts een.
Het spinet werd en wordt vooral in huiselijke kring gebruikt. Het ontleent zijn naam aan Giovanni Spinetti, die naar verluidt in 1503 in Venetië het eerste spinet bouwde.